# Wolseley 3 1/2 hp
Der Wolseley 3 ½ hp war der erste PKW, den Wolseley 1898 herausbrachte.

## 3 ½ hp
Der Wagen besaß einen 1-Zylinder-Motor mit 1296 cm³ Hubraum, seitlich stehenden Ventilen und Wasserkühlung. Die Maschine des Zweisitzers leistete 3,3 bhp (2,4 kW) bei 900/min.

## 5 hp
1901 ersetzte ihn der Wolseley 5 hp mit gleich großem Motor, der aber eine Leistung von 5,5 bhp (4 kW) bei 750/min. abgab. Der Radstand des Wagens belief sich auf 1676 mm und er war mit einem 2591 mm langen und 1473 mm breiten Aufbau versehen. Das Leergewicht lag bei 711 kg.

## 6 hp
1905 kam der Nachfolger Wolseley 6 heraus, dessen Motor einen Hubraum von 1246 cm³ hatte und 6 bhp (4,4 kW) bei 800/min. leistete. Der Radstand betrug 1905 mm, das Gewicht des Fahrgestells 533 kg.

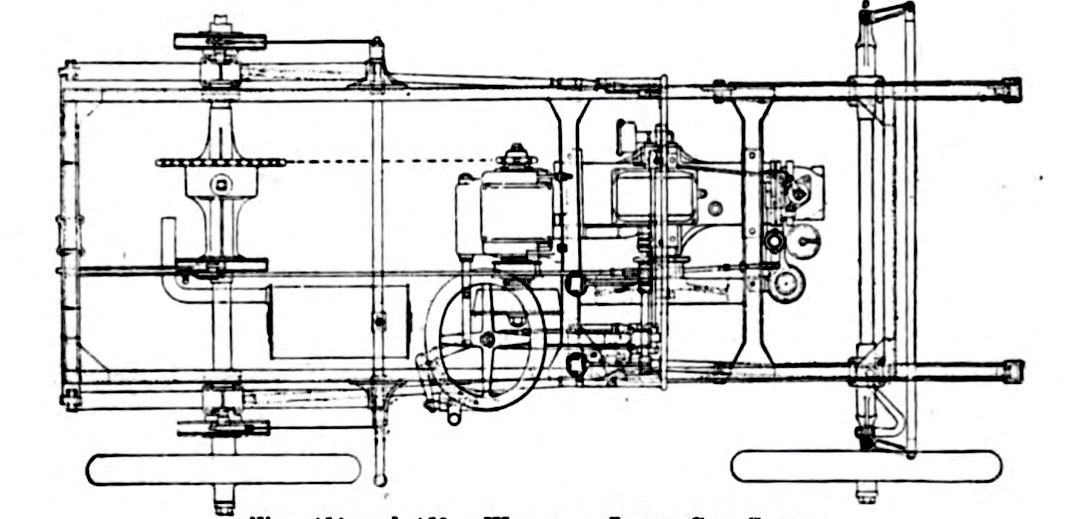
Wolseley 6 HP Chassis

Im Folgejahr hatte der Motor wieder den alten Hubraum von 1296 cm³; die Leistung blieb gleich, wurde aber bei 1000/min. erreicht. Der Radstand schrumpfte wieder auf 1676 mm, der Aufbau war 2591 mm lang und 1524 mm breit. Das Gewicht des Fahrgestells sank auf 431 kg.
Laut einer anderen Quelle hatte der Einzylindermotor einen Hubraum von 1303 cm³ mit einer Bohrung von 114,3 mm und einem Hub von 127 mm. Die maximale Motorleistung lag bei 6,5 HP bei 800/min. Der Radstand betrug 1676 mm und die Spurweite 1219 mm. Das Getriebe hatte 3 Gänge. Die Höchstgeschwindigkeit in den Gängen betrug: 1. Gang 11 km/h, 2. Gang 21 km/h, 3. Gang 32 km/h.
Spätestens 1910 war dieses letzte Einzylindermodell aus der Wolseley-Modellpalette verschwunden.